# حارة بئر بشير (صنعاء)

تعديل مصدري - تعديل

حارة بئر بشير هي إحدى حارات حي كلية الشرطة بمديرية الوحدة إحد مديريات العاصمة اليمنية صنعاء، بلغ تعداد سكانها 416 نسمة حسب تعداد اليمن لعام 2004.